# CPMP-Tools
CPMP-Tools ist ein Computeralgebrasystem (CAS). CPMP ist das Akronym des Core-Plus Mathematics Project, einem von der National Science Foundation geförderten Projekt zur Verbesserung der Lehrmaterialien und Lernmethoden im Mathematikunterricht. CPMP-Tools ist freie Software und steht unter der GNU General Public License.

## Entstehungsgeschichte und Verwendung
Die CPMP-Tools entstanden aus dem Core-Plus Mathematics Project. Vor dem Hintergrund der im internationalen Vergleich nachlassenden Leistungen in MINT-Fächern von Schülern in den USA entstanden ab Mitte der 1980er Jahre eine Reihe von Initiativen und Projekten. Dazu gehörten Everybody Counts (NEC 1989), Curriculum and Evaluation Standards for School Mathematics (NCTM 1989), Professional Standards for Teaching Mathematics (NCTM 1991) und Assessment Standards for School Mathematics (NCTM 1995). In NCTM 1989 wird ein einheitliches dreijähriges Mathematik-Curriculum für Schüler an High Schools vorgeschrieben. Mit dem für fünf Jahre von der National Science Foundation geförderten Core-Plus Mathematics Project sollten entsprechende Materialien für Schüler und Lehrer entwickelt und getestet werden. Das vierjährige Curriculum enthält zusätzlich Programme zum mathematischen Modellieren und Anforderungen für die Nutzung von Taschenrechnern und Computern mit Graphfunktionen.
Die CPMP-Tools wurden erstmals 1992 veröffentlicht. Seit 2011 gibt es Erklärvideos für CPMP-Tools.
Das Programm CPMP-Tools wird von Schülern der 10. bis 13. Klasse verwendet.

## Komponenten und Features
CPMP-Tools ist ein Software-Paket, das aus vier Bestandteilen besteht:
- Algebra Tools besteht aus Tabellenkalkulation und Computeralgebrasystem (CAS).
- Geometry Tools umfasst dynamisches Zeichnen-Werkzeug, das geometrische Figuren konstruieren und verändern kann.
- Statistics Tools kann univariate sowie bivariate Statistiken graphisch abbilden.
- Discrete Math Tools ermöglicht mathematische Modellierung.

Zur Funktionalität von CPMP-Tools gehört:
- Polynom faktorisieren: factor()
- Gleichungen lösen: solve()
- Differentialquotient berechnen: diff()
- Integral berechnen: int()
- Chi-Quadrat-Test[9]
- Funktionsgraphen zeichnen[6]

## Technik
CPMP-Tools basiert auf der Programmiersprache Java, die also installiert sein muss; CPMP-Tools ist für drei Betriebssysteme verfügbar:
- Microsoft Windows
- Apple macOS
- Linux